# 乔丹·贝尔福特
乔丹·罗斯·贝尔福特（1962年7月9日—），美國前股票經紀人和勵志演說者，2000年美国电影《Boiler Room》和2013年电影《华尔街之狼》的原型人物。他被裁定涉及操縱證券市場和運行細價股鍋爐室詐騙犯罪，因此被判監禁22個月。

## 人物簡介
1962年，贝尔福特出生于纽约市布朗克斯区的一个犹太家庭，在皇后区贝赛德长大。在高中毕业到上大学間，贝尔福特和他儿时的好友埃利奥特·洛文斯顿在当地海滩向人们出售泡沫塑料冷却器生产的意大利冰淇淋赚了2万美元。隨後，贝尔福特獲得了美国大学生物学学位，並以他好友洛文斯顿的收入作為學費進入马里兰大学牙科学院就讀。然而，在聽完牙醫學院院長的新生演講後，貝爾福特意識到牙醫學院的生活並非自己所求，因此毅然退學。
退學後，贝尔福特加入纽约长岛的一家食品公司，成了肉類和海鲜销售员，挨家挨户推销冷冻龙虾和牛排。憑藉著優秀的推銷能力，貝爾福特獲得了良好的業績。於是他辭去銷售員的工作，自己推車販賣肉品。他在采访和回忆录中声称，在取得了初步的成功後，他在24歲時成立了公司，将自己的肉品销售业务扩大到雇用几名工人，每周销售5000磅（2300公斤）的牛肉和鱼。然而由於經驗不足，公司僅維持1年便倒閉，當時僅25岁的他被迫申请破产。
此後，在一位朋友的帮助下，他在華爾街的股票公司洛希尔找到了一份实习股票经纪人的工作，這也是他第一次接觸到華爾街的真實面貌。由于没有相關背景，他從對基層的联系员做起，整天跑腿、打电话。经过半年努力，他考取了股票经纪人执照，成為了真正的股票經紀人。然而1987年10月19日，也就是他上班的第一天，發生了1987年黑色星期一股市崩溃事件，洛希尔陷入财务困难，一個月後宣告倒閉，他因而被解雇。
離開洛希爾後，贝尔福特憑藉自己在華爾街的經歷，加入一家股票交易公司。這間公司專門推銷那些股價低於一美元的股票，也就是所謂的「垃圾股」，給缺乏判斷能力的底層群眾。儘管根據美国法律，向弱势群体售卖垃圾股属于金融诈骗，但因為販售垃圾股的傭金最高可達50%，贝尔福特仍然接受了這份工作，再一次憑藉著優秀的推銷能力獲得了極佳的業績與抽成。
體驗到致富的快感後，贝尔福特再次辭職，與住在同间公寓里的家具推销员阿佐夫獨立創業，專門從事垃圾股的推銷。在累積了龐大的資金以後，他將目光瞄准了美国1%的有钱人。1989年，他注册成立斯特拉顿·奥克芒公司，這家公司以有錢人為目標，首先向他們推薦風險較低的藍籌股，在投資人初步獲利以後，再說服他們把獲利投回股市，尤其是由他們公司推薦的垃圾股。在他的操縱之下，公司獲利驚人，並迅速擴張團隊與業務。期間斯特拉頓過於快速的發展曾吸引美国证券交易委员会的注意，開始對其進行調查。但由於美國法律只規定不得许向弱势群体出售垃圾股，因此專門向有錢人出售垃圾股的斯特拉頓公司可謂遊走在灰色地帶，難以重罰。
然而與此同時，美国联邦调查局也盯上了贝尔福特。不同於证券交易委员会，聯邦調查局負責的是刑事犯罪領域。在柯曼探員窮追不捨的調查下，贝尔福特開始感到壓力。於是他找上了擁有歐洲（英國）護照的妻子的婶婶，哄騙其作為人頭，在瑞士银行开户，然后将大笔非法所得汇入其中。但聯邦調查局說服了瑞士銀行配合調查，他隨卽因洗錢而被逮捕，被控多達數十條的罪名，公司因而倒閉，妻子也與其離婚。為了減輕罪刑，贝尔福特選擇配合聯邦政府，主动提供合作伙伴的资料，並协助联邦调查局破获往後多起诈骗案，因此最终只被判了4年，并处以1.1亿美元的罚金。
在獄中，贝尔福特將自己的經歷寫成自傳《华尔街之狼》，以200万美金賣給出版社。往後又被翻拍為知名的同名電影，獲得100万美金的版權。由於在獄中表現良好，他只在监狱待了28个月就被提前保释。出狱后，他再次撰寫新书，成为纽约畅销书榜首。截止到2010年，他的两本畅销书已经在43个国家出版，翻译成18种不同的语言。然而，他與聯邦政府签署了协议，出版自传、出售电影版权的所有收益都归美国政府。
此後，除了寫書之外，他也經常在在各大高校巡回免费演讲，呼籲學生們以自己為戒，不要因一時迷惘而重蹈覆轍。通过励志演讲积累了人气后，贝尔福特成為了一名销售培训師，專們培訓新進的銷售員推銷秘訣；他同時也是一名熱門的講師，经常担任CNN、BBC的客座评论员。他將出狱后的全部收入，分出一半给當年約1500多位的受骗者作為賠償。

## 人物特點
佐頓·貝福本人极具煽动力，他曾在2010年接受Grant Lewers的采访。在访谈中，他强调他的成功来自于四个因素。
1. 远见
2. 状态管理
3. 信念
4. 行動

## 人物言論
- 当我走进牙医学院的第一天，院长对我们说，牙医的黄金时代已经结束，如果你是为了赚很多钱才来到这里，那么你可能来错地方了。我第一个反应就是：「幹，他说我来错地方了？所以我第一天就退学了。」
- 如果你觉得金钱不重要，那你很快就会破产；就好像如果你觉得你老婆不重要，那么你们的婚姻很快就会完蛋。
- 不管你有多穷，都無法帮助另外一个人更富有。不管你有多惨，都無法帮助另外一个人更快乐。不管你有多病，都無法帮助另外一个人更健康。所以，如果你想让世界变得更好，就去尽可能多的赚钱吧，然后把钱分散出去（通过挥霍）。
- 金钱可以為你带来法拉利，但真正让你快乐的并不是法拉利，而是满足感。
- 恐惧是最具破坏力的情绪。
  1. 决心，确定你要做的事情。
  2. 清醒，让自己不乱。
  3. 勇气，要有一个信念，知道你可能并不一定总是正确的，但你必须停止恐惧。
- 如果说这个世界上的富人和穷人有什么区别，那就是，富人面对恐惧依然行动，穷人面对恐惧选择回避。
- 做事重要的是努力取得进展，而不是让事情完美。

## 注腳
1. 1 2 3  Gambotto-Burke, Antonella. . MailOnline. 2008-01-15  [2013-07-06]. （原始内容存档于2017-05-02）.
2. 1 2 3 4  Tom Leonard. . Telegraph. 2008-02-25  [2013-04-03]. （原始内容存档于2018-02-08）.
3. ↑  . Bop.gov. 2006-04-28  [2013-04-03]. （原始内容存档于2013-02-13）.
4. ↑  Eaton, Leslie. . The New York Times. April 18, 1999  [January 1, 2014]. （原始内容存档于2022-05-21）.
5. ↑  . Theaustralian.news.com.au. 2012-09-28  [2013-06-23]. （原始内容存档于2012-12-15）.

## 外部連結
- 官方网站
- YouTube上的（英文）
- 互联网电影数据库（IMDb）上《乔丹·贝尔福特》的资料（英文）